# Guilty (The Vibrators)
Guilty  è il terzo album studio del gruppo punk rock The Vibrators, ed il primo dopo il loro scioglimento avvenuto nel 1980.

## Tracce

### Lato uno
1. Wolfman Howl (J. Edwards)
2. Rocket to the Moon (Musto)
3. Sleeping (I. Carnochan)
4. Parties (J. Edwards)
5. Jumpin' Jack Flash (Mick Jagger, Keith Richards)
6. Watch out Baby (J. Edwards)
7. Do a Runner (J. Ellis)

### Lato due
1. We Name the Guilty (P. Collier)
2. Baby, Baby (I. Carnochan)
3. Fighter Pilot (I. Carnochan)
4. The Day they Caught the Killer (J. Ellis)
5. Kick It (P. Collier)
6. A Dot Ain't a Lot (J. Ellis)
7. Claws in My Brain (I. Carnochan)

## Formazione
- Knox - chitarra, voce
- John Ellis - chitarra, voce
- Pat Collier - basso, voce
- John "Eddie" Edwards - batteria